# Адоллам
Адоллам или Одоллам («справедливость народа»), также Адуллам, — древний библейский город в земле Ханаанской, в колене Иудином, резиденция хананейских царей («Одолламитянин» — Быт. 38:1, 12, 20; Одоллам — Нав. 15:35, Нав. 12:15, 2Мак. 12:38, Нав. 15:35) . Руины в 30 км на юго-запад от Иерусалима.

## Библейская история
Царь адолламский был поражён Иисусом Навином. Город был укреплен Ровоамом и, вероятно, по причине своей силы и крепости называется у пророка Михея (Мих. 1:15) славой Израиля. Он (то есть Господь) «пройдёт до Одоллама, славы Израиля».
Вблизи города находилась Адолламская пещера, в которой скрылся Давид, бежавший от гефского царя Анхуса. Туристам показывают эту пещеру, весьма неровную, извилистую и столь обширную, что в извилинах легко могут скрыться до 400 человек, как то и было с Давидом и его иноплеменными спутниками (1Цар. 22:1); но, по словам восточных монахов, Адолламская пещера примыкала к стране Моавитской и была расположена между скалистыми горами, которых тянется очень много по направлению к Мёртвому морю. Да и само слово «пещера» оспаривается энциклопедией «Британика».